# Ionuț Buzean
Ionuț Arghir Buzean (* 18. September 1982 in Mediaș) ist ein ehemaliger rumänischer Fußballspieler. Er bestritt insgesamt 187 Spiele in der Liga 1.

## Karriere
Die Karriere von Buzean begann im Jahr 1999 bei Gaz Metan Mediaș, das seinerzeit in der Divizia B spielte, der zweiten rumänischen Liga. Er kam in seiner ersten Spielzeit zu einem Einsatz und hatte somit nur geringen Anteil am Aufstiegs seines Teams. Auch in der Folgesaison kam er nur zu einem Spiel. Gaz Metan musste absteigen und Buzean wechselte im Jahr 2001 zu Ligakonkurrent Petrolul Ploiești. Auch hier kam er nur selten zum Zuge und musste am Ende der Saison 2001/02 abermals absteigen. In der Divizia B kam er erneut nur zu drei Einsätzen für Petrolul, das den sofortigen Wiederaufstieg schaffte. Buzean kehrte im Sommer 2003 zu Gaz Metan zurück, das ebenfalls in der Divizia B vertreten war. In der Spielzeit 2004/05 gelang ihm der Durchbruch. Er spielte mit seiner Mannschaft noch drei weitere Jahre im Unterhaus, ehe er durch den Aufstieg 2009 ins Oberhaus zurückkehrte. Buzean blieb auch eine Liga höher Stammspieler. In der Saison 2010/11 erreichte er mit Gaz Metan die Qualifikation zur Europa League. In den Folgejahren kämpfte er mit seinem Team um den Klassenverbleib. Am Ende der Spielzeit 2014/15 musste er abermals absteigen. Er blieb seinem Verein treu und schaffte den sofortigen Wiederaufstieg. Im Sommer 2017 beendete er seine Laufbahn.

## Erfolge
- Qualifikation zur Europa League: 2011
- Aufstieg in die Liga 1: 2000, 2003, 2008, 2016